# Liste des titres musicaux numéro un au Royaume-Uni en 1960
Cette page liste les titres classés no 1 des ventes de disques au Royaume-Uni pour l'année 1960 selon The Official Charts Company.
Les classements hebdomadaires sont issus des UK Singles Chart et UK Albums Chart.

## Classement des singles
| №  | Date          | Artiste                       | Titre                                          | Référence |
| -- | ------------- | ----------------------------- | ---------------------------------------------- | --------- |
| 1  | 1er janvier   | Emile Ford and the Checkmates | What Do You Want to Make Those Eyes at Me For? |           |
| 2  | 8 janvier     | Emile Ford and the Checkmates | What Do You Want to Make Those Eyes at Me For? |           |
| 3  | 15 janvier    | Emile Ford and the Checkmates | What Do You Want to Make Those Eyes at Me For? |           |
| 4  | 22 janvier    | Emile Ford and the Checkmates | What Do You Want to Make Those Eyes at Me For? |           |
| 5  | 29 janvier    | Michael Holliday (en)         | Starry Eyed                                    |           |
| 6  | 5 février     | Anthony Newley                | Why                                            |           |
| 7  | 12 février    | Anthony Newley                | Why                                            |           |
| 8  | 19 février    | Anthony Newley                | Why                                            |           |
| 9  | 26 février    | Anthony Newley                | Why                                            |           |
| 10 | 4 mars        | Adam Faith                    | Poor Me                                        |           |
| 11 | 10 mars       | Adam Faith                    | Poor Me                                        |           |
| 12 | 17 mars       | Johnny Preston (en)           | Running Bear                                   |           |
| 13 | 24 mars       | Johnny Preston (en)           | Running Bear                                   |           |
| 14 | 31 mars       | Lonnie Donegan                | My Old Man's a Dustman                         |           |
| 15 | 7 avril       | Lonnie Donegan                | My Old Man's a Dustman                         |           |
| 16 | 14 avril      | Lonnie Donegan                | My Old Man's a Dustman                         |           |
| 17 | 21 avril      | Lonnie Donegan                | My Old Man's a Dustman                         |           |
| 18 | 28 avril      | Anthony Newley                | Do You Mind                                    |           |
| 19 | 5 mai         | The Everly Brothers           | Cathy's Clown                                  |           |
| 20 | 12 mai        | The Everly Brothers           | Cathy's Clown                                  |           |
| 21 | 19 mai        | The Everly Brothers           | Cathy's Clown                                  |           |
| 22 | 26 mai        | The Everly Brothers           | Cathy's Clown                                  |           |
| 23 | 2 juin        | The Everly Brothers           | Cathy's Clown                                  |           |
| 24 | 9 juin        | The Everly Brothers           | Cathy's Clown                                  |           |
| 25 | 16 juin       | The Everly Brothers           | Cathy's Clown                                  |           |
| 26 | 23 juin       | Eddie Cochran                 | Three Steps to Heaven                          |           |
| 27 | 30 juin       | Eddie Cochran                 | Three Steps to Heaven                          |           |
| 28 | 7 juillet     | Jimmy Jones                   | Good Timin'                                    |           |
| 29 | 14 juillet    | Jimmy Jones                   | Good Timin'                                    |           |
| 30 | 21 juillet    | Jimmy Jones                   | Good Timin'                                    |           |
| 31 | 28 juillet    | Cliff Richard and The Shadows | Please Don't Tease                             |           |
| 32 | 4 août        | Johnny Kidd and the Pirates   | Shakin' All Over                               |           |
| 33 | 11 août       | Cliff Richard and The Shadows | Please Don't Tease                             |           |
| 34 | 18 août       | Cliff Richard and The Shadows | Please Don't Tease                             |           |
| 35 | 25 août       | The Shadows                   | Apache                                         |           |
| 36 | 1er septembre | The Shadows                   | Apache                                         |           |
| 37 | 8 septembre   | The Shadows                   | Apache                                         |           |
| 38 | 15 septembre  | The Shadows                   | Apache                                         |           |
| 39 | 22 septembre  | The Shadows                   | Apache                                         |           |
| 40 | 29 septembre  | Ricky Valance (en)            | Tell Laura I Love Her                          |           |
| 41 | 6 octobre     | Ricky Valance (en)            | Tell Laura I Love Her                          |           |
| 42 | 13 octobre    | Ricky Valance (en)            | Tell Laura I Love Her                          |           |
| 43 | 20 octobre    | Roy Orbison                   | Only the Lonely                                |           |
| 44 | 27 octobre    | Roy Orbison                   | Only the Lonely                                |           |
| 45 | 3 novembre    | Elvis Presley                 | It's Now or Never                              |           |
| 46 | 10 novembre   | Elvis Presley                 | It's Now or Never                              |           |
| 47 | 17 novembre   | Elvis Presley                 | It's Now or Never                              |           |
| 48 | 24 novembre   | Elvis Presley                 | It's Now or Never                              |           |
| 49 | 1er décembre  | Elvis Presley                 | It's Now or Never                              |           |
| 50 | 8 décembre    | Elvis Presley                 | It's Now or Never                              |           |
| 51 | 15 décembre   | Elvis Presley                 | It's Now or Never                              |           |
| 52 | 22 décembre   | Elvis Presley                 | It's Now or Never                              |           |
| 53 | 29 décembre   | Cliff Richard and The Shadows | I Love You                                     |           |

## Classement des albums
| №  | Date         | Artiste          | Titre                                 | Référence |
| -- | ------------ | ---------------- | ------------------------------------- | --------- |
| 1  | 3 janvier    | Divers artistes  | Bande originale du film South Pacific |           |
| 2  | 10 janvier   | Divers artistes  | Bande originale du film South Pacific |           |
| 3  | 17 janvier   | Divers artistes  | Bande originale du film South Pacific |           |
| 4  | 24 janvier   | Divers artistes  | Bande originale du film South Pacific |           |
| 5  | 31 janvier   | Divers artistes  | Bande originale du film South Pacific |           |
| 6  | 7 février    | Divers artistes  | Bande originale du film South Pacific |           |
| 7  | 14 février   | Divers artistes  | Bande originale du film South Pacific |           |
| 8  | 21 février   | Divers artistes  | Bande originale du film South Pacific |           |
| 9  | 28 février   | Divers artistes  | Bande originale du film South Pacific |           |
| 10 | 6 mars       | Freddy Cannon    | The Explosive Freddy Cannon           |           |
| 11 | 13 mars      | Divers artistes  | Bande originale du film South Pacific |           |
| 12 | 20 mars      | Divers artistes  | Bande originale du film South Pacific |           |
| 13 | 27 mars      | Divers artistes  | Bande originale du film South Pacific |           |
| 14 | 3 avril      | Divers artistes  | Bande originale du film South Pacific |           |
| 15 | 10 avril     | Divers artistes  | Bande originale du film South Pacific |           |
| 16 | 17 avril     | Divers artistes  | Bande originale du film South Pacific |           |
| 17 | 24 avril     | Divers artistes  | Bande originale du film South Pacific |           |
| 18 | 1er mai      | Divers artistes  | Bande originale du film South Pacific |           |
| 19 | 8 mai        | Divers artistes  | Bande originale du film South Pacific |           |
| 20 | 15 mai       | Divers artistes  | Bande originale du film South Pacific |           |
| 21 | 22 mai       | Divers artistes  | Bande originale du film South Pacific |           |
| 22 | 29 mai       | Divers artistes  | Bande originale du film South Pacific |           |
| 23 | 5 juin       | Divers artistes  | Bande originale du film South Pacific |           |
| 24 | 12 juin      | Divers artistes  | Bande originale du film South Pacific |           |
| 25 | 19 juin      | Divers artistes  | Bande originale du film South Pacific |           |
| 26 | 26 juin      | Divers artistes  | Bande originale du film South Pacific |           |
| 27 | 3 juillet    | Divers artistes  | Bande originale du film South Pacific |           |
| 28 | 10 juillet   | Divers artistes  | Bande originale du film South Pacific |           |
| 29 | 17 juillet   | Divers artistes  | Bande originale du film South Pacific |           |
| 30 | 24 juillet   | Elvis Presley    | Elvis Is Back!                        |           |
| 31 | 31 juillet   | Divers artistes  | Bande originale du film South Pacific |           |
| 32 | 7 août       | Divers artistes  | Bande originale du film South Pacific |           |
| 33 | 14 août      | Divers artistes  | Bande originale du film South Pacific |           |
| 34 | 21 août      | Divers artistes  | Bande originale du film South Pacific |           |
| 35 | 28 août      | Divers artistes  | Bande originale du film South Pacific |           |
| 36 | 4 septembre  | 101 Strings (en) | Down Drury Lane to Memory Lane        |           |
| 37 | 11 septembre | 101 Strings (en) | Down Drury Lane to Memory Lane        |           |
| 38 | 18 septembre | 101 Strings (en) | Down Drury Lane to Memory Lane        |           |
| 39 | 25 septembre | 101 Strings (en) | Down Drury Lane to Memory Lane        |           |
| 40 | 2 octobre    | 101 Strings (en) | Down Drury Lane to Memory Lane        |           |
| 41 | 9 octobre    | Divers artistes  | Bande originale du film South Pacific |           |
| 42 | 16 octobre   | Divers artistes  | Bande originale du film South Pacific |           |
| 43 | 23 octobre   | Divers artistes  | Bande originale du film South Pacific |           |
| 44 | 30 octobre   | Divers artistes  | Bande originale du film South Pacific |           |
| 45 | 6 novembre   | Divers artistes  | Bande originale du film South Pacific |           |
| 46 | 13 novembre  | Divers artistes  | Bande originale du film South Pacific |           |
| 47 | 20 novembre  | Divers artistes  | Bande originale du film South Pacific |           |
| 48 | 27 novembre  | Divers artistes  | Bande originale du film South Pacific |           |
| 49 | 4 décembre   | Divers artistes  | Bande originale du film South Pacific |           |
| 50 | 11 décembre  | Divers artistes  | Bande originale du film South Pacific |           |
| 51 | 18 décembre  | Divers artistes  | Bande originale du film South Pacific |           |
| 52 | 25 décembre  | Divers artistes  | Bande originale du film South Pacific |           |

## Meilleures ventes de l'année
- Singles[1] : Elvis Presley - It's Now or Never
- Albums[2] : Divers artistes - Bande originale du film South Pacific